# 神曲
神曲（義大利語：Divina Commedia）是意大利诗人但丁·阿利吉耶里创作的长诗，約於1308年開始創作，1321年前後完成。《神曲》被廣泛看作義大利文學的經典及世界文學的瑰寶，詩中對死後世界的描寫向後人展示了14世紀西方教會的世界觀。全詩以托斯卡納方言寫成，為日後的標準義大利語奠下基礎。
《神曲》敘述但丁本人遊歷地獄、煉獄以及天堂的旅程，描寫人死後的情況與神聖正義的獎懲。但丁的行程象徵人對上主的皈依：首先是地獄，象徵「認罪」；其次是煉獄，象徵基督徒的「悔改」；最後是升至神前的天堂。但丁借鑑了中世紀天主教神學思想，特別是多瑪斯·阿奎那《神學大全》（Summa Theologica）的托馬斯主義基督教哲學，因此《神曲》又被稱為「韻文大全」（Summa in verse）。埃里希·奧爾巴赫認為但丁首創將人類描述為特定時間、地點和環境的產物，人類從此跳脫出神話原型，抑或惡習與美德的集合體。《神曲》的想像世界開創了現代小說的寫實主義和自我描摹傳統。

## 簡介

### 名稱
但丁並未替《神曲》给出明確的標題，只在《地獄篇》中提到兩次「Comedìa」一词（發音：[komeˈdiːa]，托斯卡納語，原意為喜劇，相當於現代義大利語的Commedia），1492年首刷版本亦以「Comedìa」作為標題。爾後義大利文學家喬凡尼·薄伽丘以Divina（神聖）一詞形容此部詩作，並初見於威尼斯人文主義者洛多維科‧多爾切1555年委託加百列‧喬利托‧費拉里印製的版本中。
在中世纪，commedia代表着一种游离于贵族与平民两者之间的风格。但丁一改通常一般中世纪的风格，以丰富的想象力、精深的神学、哲学修养和新颖的构思，将神曲以多层次、多色调的形象描绘。表达了诗人精辟而又抽象的哲学、神学观点，又赋予这些境界以巨大的真实性，奇而不诡，精微致深，使人如身临其境。

### 結構
《神曲》一共有14,233行詩，分為三篇（cantiche，單數cantica）：
1. 〈地獄〉（Inferno），4,720行
2. 〈煉獄〉（Purgatorio），4,755行
3. 〈天堂〉（Paradiso），4,758行

三篇皆以「群星」（stelle）一詞作結。每篇包含33首詩（canti，單數cantos），加上開頭作為介紹的詩篇，總共100首詩，其中前兩首可以視為全詩的序言。
數字「三」在《神曲》中很突出：全詩分為三篇，每篇三十三首，每首詩皆用義大利三行體，十一行詩使用ABA BCB CDC DED的韻法，因此每首詩原則上有三十三個韻腳。三大場景的地貌遵循相同模式：9+1=10。地獄有九圈，其底部是路西法；煉獄有九環，其山頂是伊甸園；天堂有九重，最頂端是至高天。每個「九」當中，會包含七個對應於特定道德體系的元素，分為三個子類別，之後再加上兩個特殊的元素，組成「九」。例如，煉獄中淨化的七宗罪對應於墮落的愛，可以分為過度的愛（色欲、暴食、貪婪）、缺乏的愛（懶惰）和惡意的愛（憤怒、嫉妒、驕傲），再與臨終悔改者、被絕罰者合在一起，組成煉獄的「九」。

### 剧情
《神曲》以第一人稱寫成，故事背景設定於1300年耶穌受難日前夕（聖周四濯足節）至復活節後的周三。故事中，但丁一共有三位嚮導：象徵理性的古罗马诗人维吉尔帶領他穿越地獄與煉獄，象徵恩典、幸福、信仰與啟示的貝緹麗彩·波爾蒂納（名字意為「賜福者」）將他從煉獄山頂帶進天堂，象徵神祕主義沉思的伯爾納鐸引領他一窺三位一體的奧祕，詩篇在此戛然而止。
貝緹麗彩是但丁童年時認識的一位翡冷翠女子，但丁以當時流行的宮廷愛情傳統模式遠遠的崇拜她，這一點在他過去的詩集《新生活》中曾被多次強調。
但丁在旅途中遇到许多名人的灵魂，有些名人曾與他交谈。他将自己钦佩和厌恶的人物分别安排至不同場景當中，例如將他痛恨的教宗及翡冷翠政敵打入地狱。在意大利中部圭爾夫派和吉伯林派的權鬥中，但丁屬於支持教宗的圭爾夫派。翡冷翠的圭爾夫派在1300年左右分裂為黑白兩派。1302年，應支持黑派的教宗博尼法斯八世要求，瓦盧瓦伯爵查理率領軍隊入侵翡冷翠，但丁等白派人士於1302年被市長坎特·德·加百列流放，但丁餘生不曾回到翡冷翠。在《神曲》中，從但丁流亡的預言到他對仇敵的詛咒，在在體現了政治對他的影響。

## 一、地獄篇

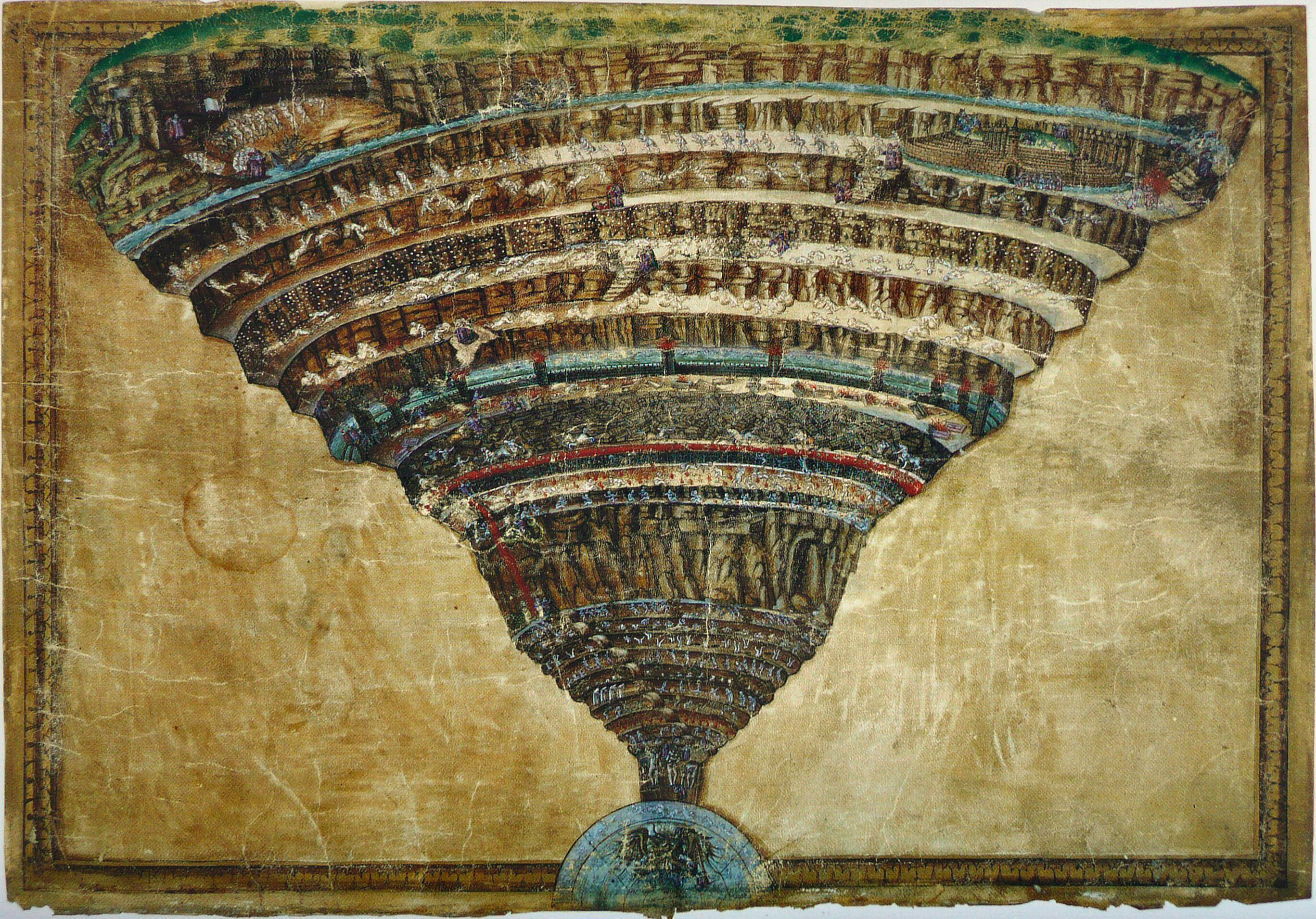
波提切利描绘神曲中的地狱

地狱形似一个上宽下窄的漏斗，共9层。第一层是靈薄獄，生于基督之前，未能接受聖洗聖事的古代异教徒，在这里等候天主的审判。在其余8层，罪人的灵魂按生前所犯的罪孽（贪色、貪食、贪婪、愤怒、信奉邪教、強姦、欺诈、背叛），分别接受不同的刑罚。在地獄中，每種罪惡都會遭到反向懲罰，例如算命師和占卜者的頭被向後扭，看不到前方，因為他們一生都一直想往前看。

### 地獄序言

#### 第一首
故事始於1300年耶穌受難日破曉之前，但丁「人生的中途」（Nel mezzo del cammin di nostra vita）。
但丁時年三十五歲，是聖經提及人生的一半。他误入一座黑暗的森林（selva oscura，象徵罪），無法找到「直路」（diritta via，也可翻譯為「正道」）通往「山後的太陽」（象徵救贖）。在一座小山腳下，有三隻野獸擋住他的去路：
- 一隻豹獅（lonza）[33]：象徵惡意欺騙，或者代表翡冷翠黑派。
- 一隻獅子（leone）[34]：象徵暴力，或者代表瓦盧瓦伯爵查理。
- 一隻母狼（lupa）[35]：象徵縱欲，或者代表教宗博尼法斯八世。

這三隻野獸典出〈耶肋米亞〉5:6，約翰‧恰迪認為牠們分別對應地獄罪惡的三種等級：縱欲、暴力、惡意欺騙。多蘿西·L·塞耶斯的看法雷同，但她認為豹獅象徵縱欲，母狼象徵惡意欺騙。
面對野獸，但丁無法逃避，在太陽沉寂的地方（'l sol tace），他大聲呼救，於是出現了第一位嚮導：古羅馬詩人維吉爾的亡靈（象徵人類的理性），維吉爾告訴他無法戰勝野獸，必須走另一條路，於是兩人開始了冥界之旅。
- 地獄之門上的銘刻：　「這裡直通悲慘之城，由我這裡直通無盡之苦，這裡直通墮落眾生． ． ．我永存不朽，我之前，萬象未形，只有永恆的事物存在，來者啊！快將一切希望揚棄!」（Inferno III 1-9）
- 地獄過道：無作為者的亡魂在此受苦受難，他們跟隨著一面永遠無法停止的無主旗幟四處飄蕩，一邊受可怕的牛虻和馬蜂叮蜇。其中包含撒旦成為叛天使時沒有表達鮮明立場的天使。以及教宗策肋定五世。

「我看出、并且也认得那个人的魂灵，他就是那曾出于怯懦而放弃重要权位的人。」
這時將目光放遠一點，看見大河河畔聚集著無數亡魂，這條河名為阿刻戎河（Acheron），亦名苦難之河、禍川。船伕卡戎（Charon）在此將安葬的亡魂送到對岸的冥府。

### I.靈薄獄
未受洗者，「他們沒有犯罪‧‧‧他們生時基督教未立，無從向你所信仰者回歸，有慾望而無希望，鬱鬱不樂但沒有痛苦。」　另外還特別提到那些：「才能超卓，卻要在地獄邊境徘徊」者，有詩人荷馬、賀拉斯、奧維德、卢克莱修、維吉爾；有英雄，例如與阿基裡斯齊名的特洛伊王子赫克托耳、伊利亞德中的埃涅阿斯和尤里烏斯·凯撒；也有哲人，像柏拉圖、蘇格拉底、亞里斯多德...等，其他才能超卓者還有希波克拉底、欧几里得、西塞羅、托勒密...。
接著但丁和維吉爾來到第一層和第二層的交界，並見到冥界的判官米諾斯（Minos），生前為克里特國王-（希臘神話中所提），執法嚴明，死後因而成為冥界判官。他的面前，亡魂一個個聽候裁奪，依罪孽輕重發配，被米諾斯的尾巴擲入深處。

### II.縱慾
「地獄的颶風吹颳不已，用狂暴的威力鞭戮陰魂。」在此見到諸多英雄美人如：愛上埃涅阿斯的迦太基女王狄多、埃及豔后克麗奧佩脫拉 、海倫與帕裡斯、阿基裡斯、崔斯坦與伊索德． ． ．。最後看見保羅與法蘭西斯卡，「他們一起，在風中似乎飛的輕靈而悠遊。」，並且聽法蘭西斯卡講述這個淒美的悲劇。
-　「愛慾，不容被愛者不去施愛。
猛然藉此人魅力將我擄住。
你看，他現在仍不肯把我放開。
愛慾，把我們引向同一條死路。」（Inferno V 103-106）
讀到蘭斯洛（又名蘭斯洛特，是亞瑟王圓桌騎士中的一名）如何遭愛情桎梏，
那時，我們在一起毫無疑懼。
那個故事，好幾次使我們抬頭相望，
不過，把我們征服的只有一處。
那一刻，就決定了我們的命運。
他，我永恆的伴侶，向我靠攏。

### III.暴食
守衛為凱洛貝羅斯（Cerberus），地獄三頭犬。神話中職責為看守冥府之門不讓活人進入。觸犯此罪的人將受寒冷且滂沱不絕的凶雨、冰雹、與汙水暴淋，於臭氣肆虐的惡泥中痛苦翻滾。

### IV.貪婪
守衛者為財神普魯托斯（Plutus）（並非希腊神話中的冥神黑帝斯，常有人把他與古羅馬時期的普魯托混淆，普魯在拉丁文及希腊文中，皆有富有的意思，因此到了古羅馬時期，普魯托也擁有掌管財富的神職。），傳說宙斯為了讓他施財時不分善惡而將他雙眼弄瞎。貪婪分為揮霍與吝嗇，兩種人推著巨石互撞，重複到永遠。

### V.憤怒
兩人來到第五層，看見一道無名的湧泉，其源頭為斯堤克斯河（Styx）（也名為冥河，並非日本那條），又作悔恨之河、誓川。在希臘神話裡，眾神常在此河立誓，違反誓約者將九年無法說話。憤怒分暴怒與慍怒；前者刑罰為相互肉搏，撕咬皮肉；後者浸在黑沼斯提克斯河下發不出聲音。
前進間，兩人來到狄斯之城（或譯狄斯之牆，The walls of Dis）外，看見斯堤克斯河引渡的船伕弗勒古阿斯（Phlegyas）駕著小船而來，兩人登船，越過斯提克斯泥沼，來到狄斯城牆外，卻遭到復仇女神和蛇髮女妖梅杜莎的阻擋，幸有天使降臨，並為他們以神之棒將城門開啟。

### VI.異端（也有一說是分裂者）
進入狄斯之城後，但丁和維吉爾來到了地獄的第六層，在這裡異端者將站立在墳墓中，下肢受烈火灼燒的刑罰。其中有古希臘哲學家伊比鳩魯，因不相信靈魂不滅之說，主張靈魂隨肉體見滅，與基督教義相悖，受中世紀神學家聖奧古斯丁猛烈抨擊，故在此被打入異端。

### VII.施暴
守衛為米諾陶洛斯（Minotaur），克里特島的牛頭怪。第七層暴力之罪依施暴對象的不同分三圈，分別是對他人，殺人犯和擄掠者；對自身，自殺者和敗家者；對天主、自然及技藝，瀆神者、雞姦者和放高利貸者。以對天主、自然和技藝者施暴的罪孽為最深重。
- 第一圈：殺人犯和擄掠者在一條名為弗列革吞河（熔岩之河、火川，Phlegethon）的沸騰的血河中受刑，由人馬克倫（Chiron）等看守。若有亡魂不守本分或欲逃避刑罰將被人馬們用弓箭射穿雙眼。
- 第二圈：自殺者和敗家者因生前不愛惜自己的身體或是家產，死後將化作樹在妖鳥之林中受妖鳥哈耳庇厄的啄食之苦。
- 第三圈：瀆神者、雞姦者和放高利貸者在燃燒的無垠沙漠，降下的大片火雨中受刑。

來到第七層的最末，眼前出現一懸崖，維吉爾用但丁身上的一繩索為餌，自深淵中喚出怪獸格里昂（Geryon），但丁對他形象的描繪預示著第八圈的詐欺之罪。「代表詐欺的骯髒形象． ． ．他的面龐是一張義人的面龐，表皮由善良的外貌包裹，其餘卻全是毒蛇的軀幹和心腸。」（Inferno XVII 7-12）

### VIII.  欺詐
- Malebolge，共有十囊。

1. 淫媒、誘姦者：被妖怪用帶刺的皮鞭鞭打。
2. 諂諛者：泡在一堆糞便中。
3. 買賣聖職者：身體倒埋在一個小坑洞，腳掌著火。
4. 預言者：眼睛長在背後，看不見前方。
5. 汙吏：沸騰的瀝青中折磨和黑魔鬼的虐待。
6. 偽君子：穿著鍍金的鉛衣，為虛偽的重量所苦。
7. 盜賊：跟毒蛇合體（人蛇形互換）。
8. 獻詐者：被焚體的火焰包裹，吐著火舌。
9. 挑撥離間者：肢體殘缺內臟外流。
10. 作偽者：受病痛的永遠折磨並散發腐爛惡臭。

### IX.背叛者
- 分為四界。

1. 該隱界：出賣親屬者。
2. 安忒諾耳界：出賣祖國（所屬團體）者。
3. 多利梅界：出賣客人者。
4. 猶達斯界：出賣恩人者。依斯加略的猶達斯、布鲁图、卡西乌斯分別為撒殫的三張嘴啃咬。

## 二、煉獄篇

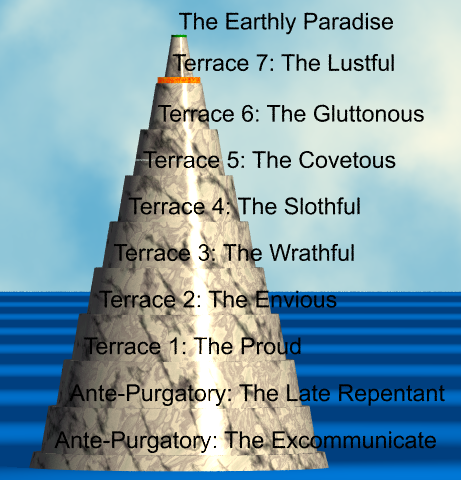
神曲中炼狱的结构

炼狱共7级，加上净界山和地上乐园，共9层。生前犯有罪过，但程度较轻，已经悔悟的灵魂，按人类7大罪过（傲慢、嫉妒、愤怒、懒惰、贪婪、暴食、色欲），分别在这里修炼洗过，而后一层层升向光明和天堂。在净界山顶的地上乐园，维吉尔隐退，貝德利采出现。
- 淨界山下海岸
- 環山平地圈
- 諸王的花谷
- 淨界之門
- 第一層:滌除傲慢
- 第二層:滌除嫉妒
- 第三層:滌除憤怒
- 第四層:滌除懶惰
- 第五層:洗滌貪婪
- 第六層:懲罰暴食
- 第七層:滌除色欲
- 伊甸園（地上樂園）

## 三、天堂篇

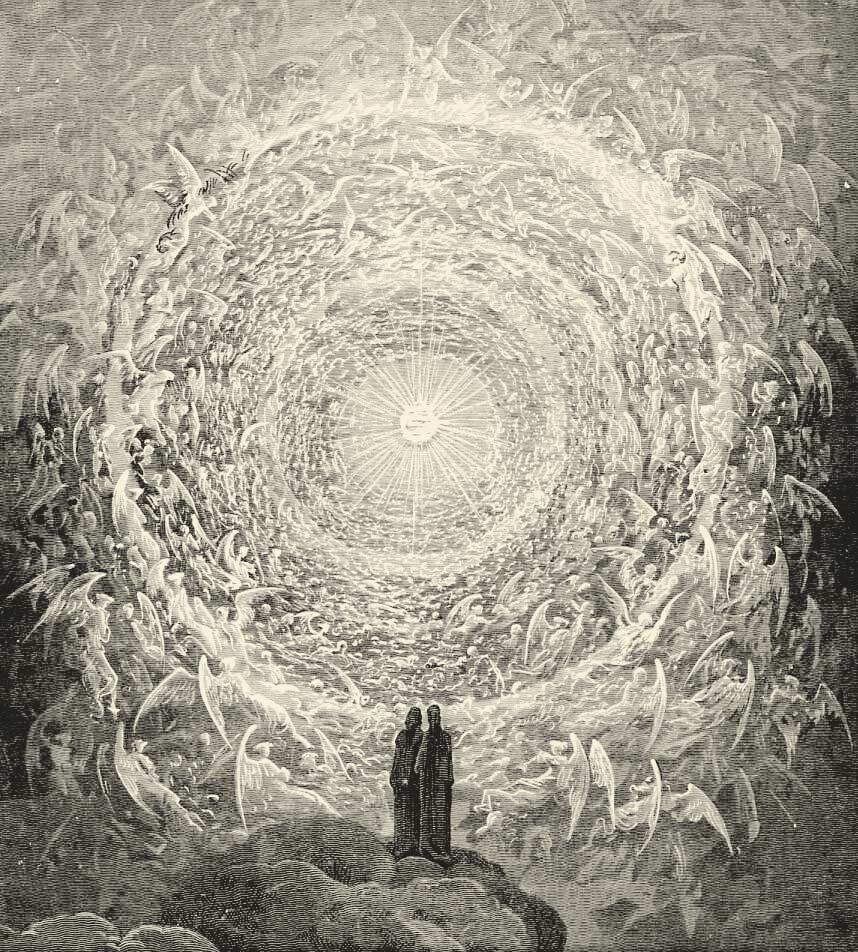
但丁与贝亚特丽切（第XXXI首诗）

贝亚特丽切责备但丁迷误在罪恶的森林，希望他忏悔，并让他观看表示教堂种种腐败的幻景，饮用忘川水，以遗忘过去的过失，获取新生。随后，贝亚特丽切引导但丁游历天堂九重天。这里是幸福的灵魂的归宿；他们是行善者、虔诚的教士、立功德者、哲学家和神学家、殉教者、正直的君主、修道者、基督和众天使。在九重天之上的天府，但丁得见天主之面，但天主的形象如电光之一闪，迅即消失，于是幻象和《神曲》也戛然而止。
九重天說：
- 月球天
- 水星天
- 金星天
- 太陽天
- 火星天
- 木星天
- 土星天
- 恒星天
- 原動天（水晶天）
- 至高天（天府）

## 版本

### 校勘版
Giorgio Petrocchi的版本，至今仍然值得參考。
Giorgio Inglese編輯的但丁逝世700年紀念版，和 Elisabetta Tonello、Paolo Trovato 合編的版本，是最新的校勘版。可參考Rosario Coluccia於Zeitschrift für romanische Philologie第139卷904—939頁的書評。

### 漢譯本

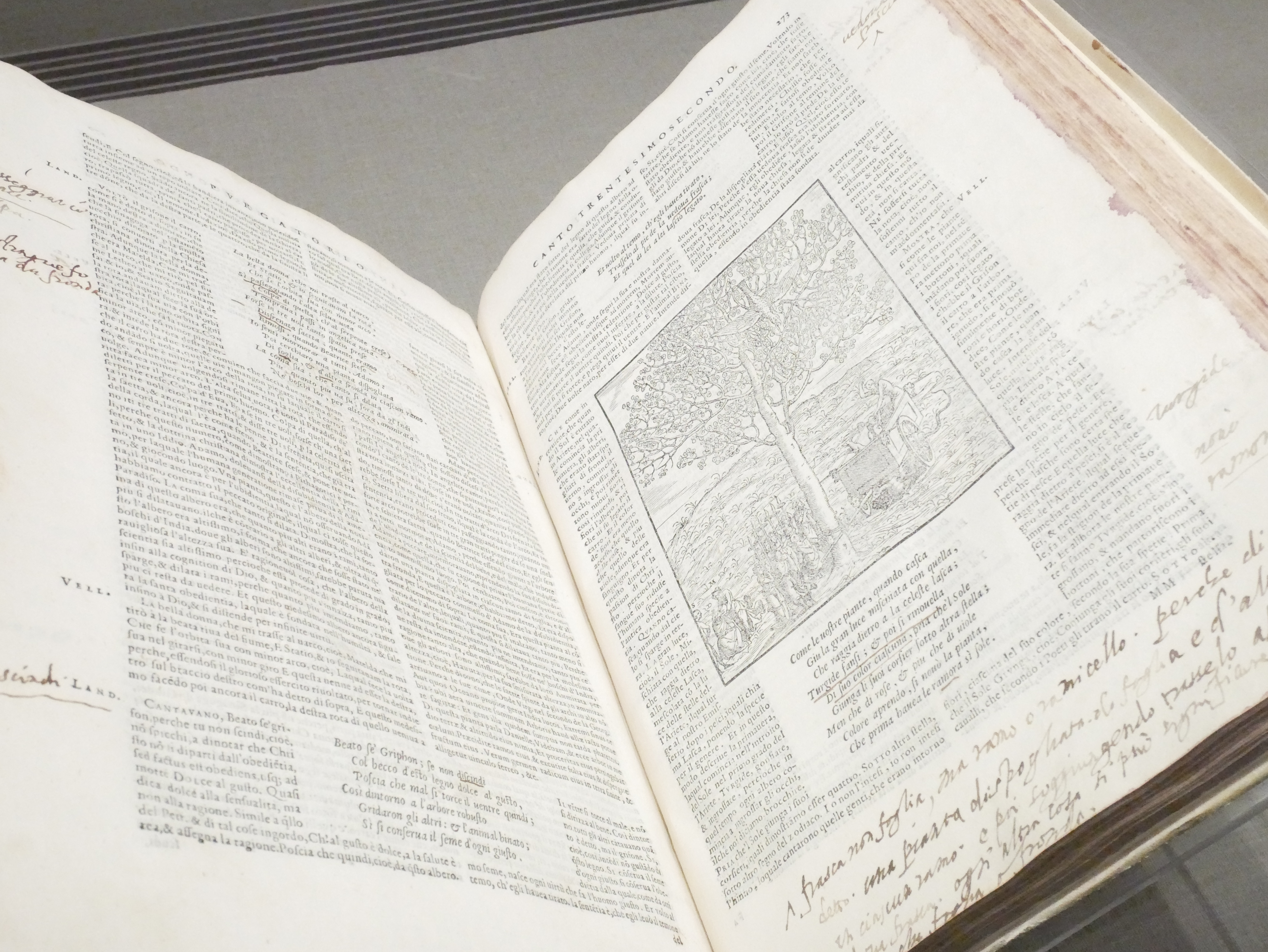
克里斯多福羅·蘭迪諾與亞歷山德羅·維爾盧泰洛所註解的《地獄 (但丁)》、《煉獄 (但丁)》與《天堂 (但丁)》（梵蒂岡宗座圖書館藏，1564年）

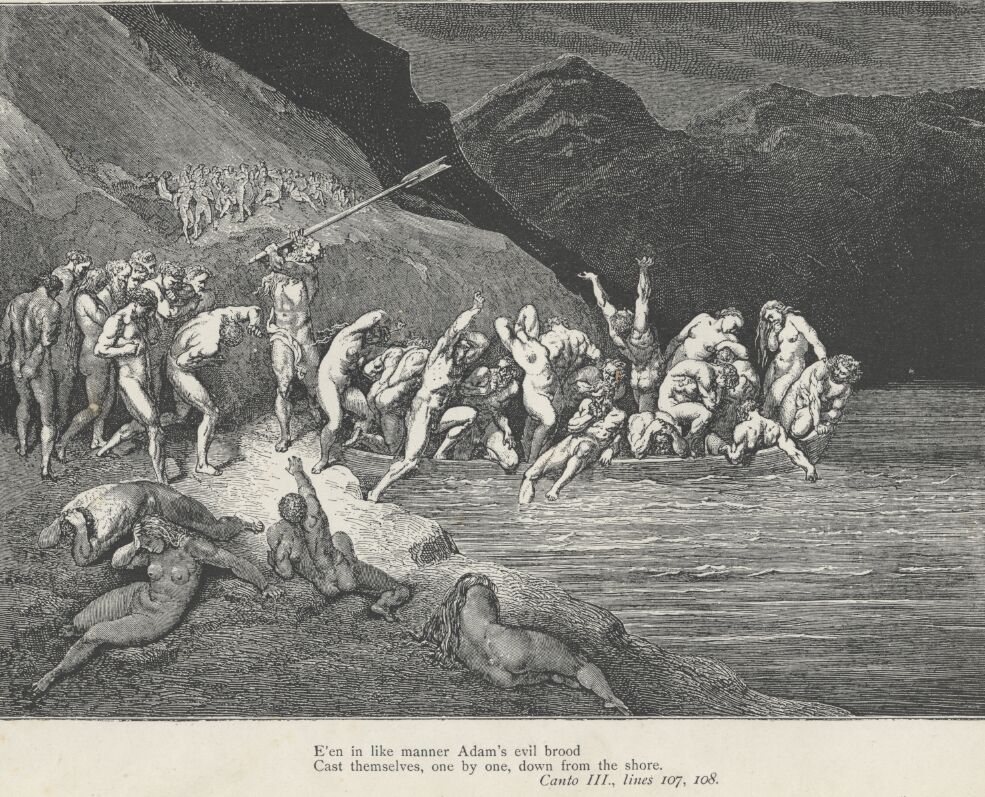
冥界的渡守者卡戎用船搭載死者的霊。地獄篇的挿繪。

- 《神曲》原題La Divina Commedia，意為《神聖的喜劇》。而森鷗外在翻譯《即興詩人》之時，有「神曲，吾友而貴公子也」之章。該章講述《神曲》之魅力，配合森鷗外優秀的譯筆，東亞對La Divina Commedia之譯文遂定案為《神曲》。
- 漢譯神曲的第1人是錢稻孫，從意大利語原文譯出，譯成文言楚辭體，只譯出片段，题为《神曲一脔》[39]。
- 商务印书馆于1939年出版王维克翻译的《神曲》散文译本，1948年再版。此后，作家出版社于1954年和1956年用该纸型重印过两次。1978年，人民文学出版社对该版本重新修订出版，为一卷本，散文体裁，到1983年第三次印刷时，印量计249500册。这个译本是王维克根据意大利原文，并参照法英等其他译本翻译而成，是史上第1個神曲汉语全譯本，采用漢語白話散文體。三个篇章分别译为地狱、净界、天堂。但丁游历三界的引导者名字译为维其略（即“维吉尔”或“浮吉尔”），贝雅特丽齐（或译贝雅德丽采、俾德丽采）则译为贝亚德，或貝阿朵利切。
- 上海译文出版社於1984年2月，出版了朱维基根据英文版转译的诗歌体《神曲》，三个篇章分别译为地狱篇、炼狱篇、天堂篇。
- 人民文学出版社出版田德望從意大利語原文譯出的全譯本。
- 2000年，黃文捷根據意大利原文譯出的詩歌體全译本《神曲》由廣州花城出版社首度出版，呂同六主編。
- 黃國彬譯，3冊全譯本（地狱篇、炼狱篇、天堂篇），華文世界首部保留但丁所創的三韻體的中文全譯本，以義大利文原著本直譯中文，並以英文、法文、德文和西班牙文的譯本作對照，翻譯耗時二十餘年，譯者更專程遠赴意大利鑽研意大利文及神曲，台灣，九歌出版社，2003年。
- 译林出版社2005年3月重新出版黃文捷根據意大利原文譯出的詩歌體全译本《神曲》。页數：1224，ISBN：7806576770，条形码：9787806576779。
- 张曙光根據英譯本翻译的《神曲》（地狱篇、炼狱篇、天堂篇）由广西师范大学出版社出版。

## 其他

### 古斯塔夫·多雷的插图
《神曲》有多种版本。在有插图的版本中，以古斯塔夫·多雷（1832年-1883年）为《神曲》所作的135幅蝕刻版畫插图最为著名。

## 外部連結
- 但丁《神曲》, 中华典藏-在线阅读 （页面存档备份，存于）
- Princeton Dante Project （页面存档备份，存于） Website that offers the complete text of the Divine Comedy (and Dante's other works) in Italian and English along with audio accompaniment in both languages. Includes historical and interpretive annotation.
- The Comedy in English: trans. Cary (with Doré's illustrations) （页面存档备份，存于） (zipped HTML downloadable from Project Gutenberg), Cary/Longfellow/Mandelbaum parallel edition, trans. James Finn Cotter （页面存档备份，存于）
- （意大利文） Full text of the Commedia:  （页面存档备份，存于）
- Dante Dartmouth Project （页面存档备份，存于）: Full text of more than 70 Italian, Latin, and English commentaries on the Commedia, ranging in date from 1322 (Iacopo Alighieri) to the 2000s (Robert Hollander)
- On-line Concordance to the Divine Comedy （页面存档备份，存于）
- A Dictionary of the Proper Names and Notable Matters in the Works of Dante by Paget Toynbee, London, The Clarendon Press (1898).
- Online manuscript codices: Phillips 9589 （页面存档备份，存于）
- Danteworlds （页面存档备份，存于）, multimedia presentation of the Divine Comedy for students by Guy Raffa of the University of Texas
- World of Dante （页面存档备份，存于） Multimedia website that offers Italian text of Divine Comedy, Allen Mandelbaum's translation, gallery, interactive maps, timeline, musical recordings, and searchable database for students and teachers by Deborah Parker and IATH (Institute for Advanced Technologies in the Humanities) of the University of Virginia
- Images of the 1564 edition of Divine Comedy （页面存档备份，存于） First edition to contain both the commentaries by Landino and Vellutello published by Francesco Sansovino
- bilingual (Italian and English)Divine Comedy in pdf format in Online Library of Liberty （页面存档备份，存于）
- More images of the Divine Comedy by selecting the "Heaven & Hell" subject at the Persuasive Cartography, The PJ Mode Collection （页面存档备份，存于）, Cornell University Library
- 跟着但丁和他的《神曲》游访地狱 （页面存档备份，存于）

音频
- Lino Pertile's reading （页面存档备份，存于）, Professor of Romance Languages and Literatures, Harvard University.
- LibriVox中的公有领域有声书《Divine Comedy》 （英文） and （意大利文）
- Readings of the complete Italian Divina Commedia in MP3 format （页面存档备份，存于） by Iacopo Vettori